# Auguste Alexis Adolphe Alexandre Bellynck
Auguste Alexis Adolphe Alexandre Bellynck (ur. 16 kwietnia 1814 w Bergues-Saint-Winoc, zm. 14 stycznia 1877 w Namur) – belgijski duchowny jezuicki i biolog.
Po ukończeniu kolegium w swoim rodzinnym mieście kontynuował naukę w seminarium duchownym w Saint-Omer. W 1832 wstąpił do Wyższego Seminarium Duchownego w Cambrai. W 1857 roku przyjął święcenia i został mianowany wikariuszem w parafii Quesnoy-sur-Deuie niedaleko Reisel. W 1858 został wikariuszem w Dunkierce, a następnie kapelanem w klasztorze w Gravelines. W 1840 wyjechał na rekolekcje do klasztoru jezuitów w Drongen i wstąpił do niego jako nowicjusz. W następnym roku został wysłany na rok do Katwijk w Holandii, aby uczyć literatury francuskiej. W 1842 został wykładowcą na Facultés Notre-Dame de la Paix w Namur, w 1843 wykładowcą zoologii, w 1844 botaniki, a w 1848 mineralogii.
A. Bellynck zaczął kolekcjonować rośliny w 1848 lub 1849 roku. 15 grudnia 1865 został mianowany członkiem korespondentem Académie royale des Sciences et Belles-Lettres de Bruxelles, a 15 grudnia 1870 r. stowarzyszonym członkiem zagranicznym. Podarował bibliotece Collège Notre-Dame de la Paix w Namur ważną kolekcję książek naukowych, w której zintegrowano kolekcję ikonograficzną hrabiego Alfreda de Limminghe. Zgromadził dużą liczbę okazów w zbiorach zoologicznych i zielarskich. Był też autorem flory okolic Namur i innych prac naukowych.
W nazwach naukowych opisanych przez niego taksonów dodawane jest jego nazwisko Bellynck.